# Дакота (Илиноис)
Дакота (енгл. Dakota) град је у америчкој савезној држави Илиноис.

## Демографија
По попису из 2010. године број становника је 506, што је 7 (1,4%) становника више него 2000. године.
| Група             | 2000.       | 2010.       |
| Белци             | 489 (98,0%) | 486 (96,0%) |
| Афроамериканци    | 4 (0,8%)    | 0 (0,0%)    |
| Азијати           | 2 (0,4%)    | 0 (0,0%)    |
| Хиспаноамериканци | 2 (0,4%)    | 12 (2,4%)   |
| Укупно            | 499         | 506         |